# Cotzumalhuapa
Cotzumalhuapa (también escrito como Cotzumalguapa), es la denominación de una zona arqueológica de la cultura Cozumalhuapa que data del periodo preclásico mesoamericano ubicada en el departamento de Escuintla en el suroeste de Guatemala. La región se extendió hasta el yacimiento de Cara Sucia, marcó el límite de la zona de influencia de Cotzumalhuapa.Durante el período Clásico Tardío, Cotzumalhuapa fue una ciudad importante que se extendió por más de 10 km², abarca tres complejos principales, conocidos como El Baúl , Bilbao y El Castillo, con extensos asentamientos entre ellos y alrededor de ellos.

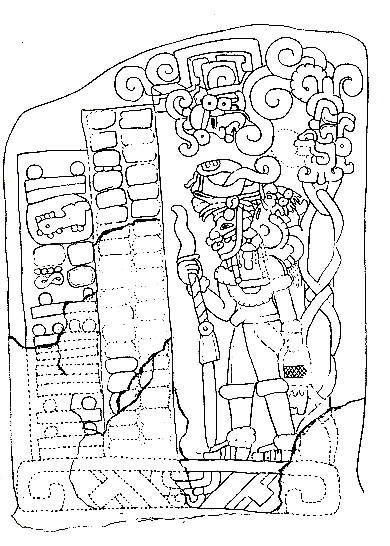
Estela 1, de El Baúl con la fecha de calendario mesoamericano de cuenta larga.

| Cita:"Eric S. Thompson fue posiblemente el primero en proponer que todos los sitios de la zona de Cotzumalguapa debían considerarse en realidad como uno solo, al observar que se trataba de un conjunto muy compacto de sitios que compartían rasgos culturales similares. En efecto, los mayores sitios de la zona, Bilbao y El Baúl, distan entre sí tan solo 3 km. Ambos poseen grandes plataformas de tipo acrópolis y gran número de monumentos esculpidos". |

## Breve descripción

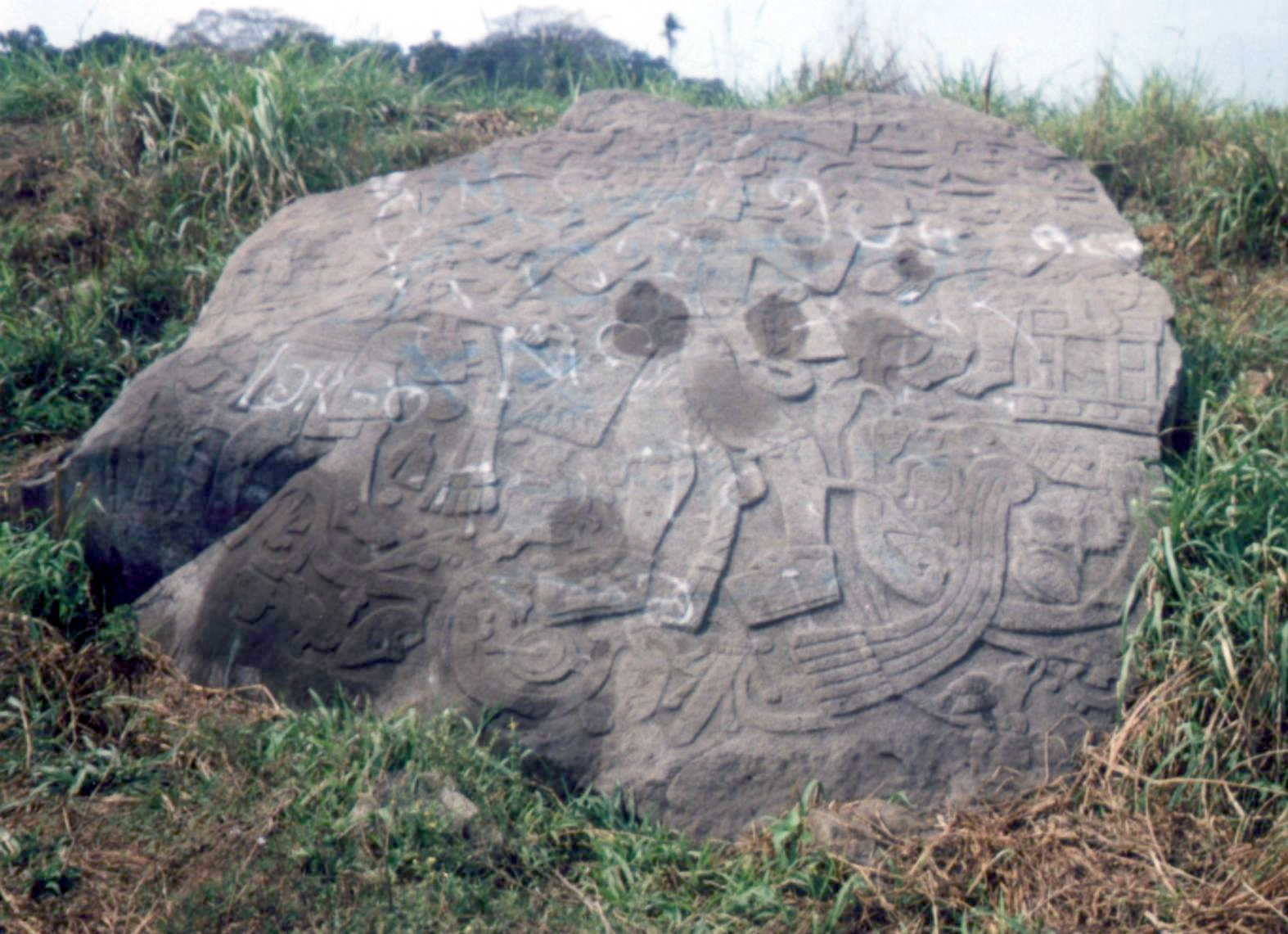
Monumento 21 de Bilbao, cerca de Santa Lucia Cotzumalguapa, Escuintla, Guatemala.

En el periodo clásico mesoamericano Cotzumalhuapa representó una potencia importante en la región. Su arquitectura, artefactos y jeroglifos determinaron un estilo conocido como el Estilo Cotzumalhuapa. En términos jeroglíficos quedan aún por descifrar una serie de combinaciones de números y signos figurativos de esta subcultura maya. Artefactos con el estilo de Cotzumalhuapan han sido encontrados a lo largo de la costa del Océano Pacífico de Guatemala, en El Salvador, y en Nicaragua, y aún en la costa oeste de Chiapas, en México, testimoniando la importancia de la ciudad y de su extensa red de comunicaciones. El estilo de Cotzumalhuapa se reconoce particularmente en figurines de cerámica de corte realista, con frecuencia representando figuras de mujer y de animales. También es posible encontrar el estilo en artefactos de piedra de basalto.
El yacimiento de Cotzumalhuapa se extiende en más de diez kilómetros cuadrados e incluye  los yacimientos de El Baúl y Bilbao, así como El Castillo. La famosa estela número 1 de El Baúl tiene una de las inscripciones más antiguas de Mesoamérica y posiblemente el calendario maya legible más antiguo que se conoce (37 a. C.).